# اسمه الغرام
اسمه الغرام رواية للصحافية والروائية اللبنانية علوية صبح. صدرت الرواية لأوّل مرة عام 2009 عن دار الآداب للنشر والتوزيع في بيروت. ودخلت في القائمة الطويلة للجائزة العالمية للرواية العربية  لعام 2010، المعروفة باسم «جائزة بوكر العربية».

## ملخص الرواية
تدور أحداث رواية "اسمه الغرام" للكاتبة اللبنانية علوية صبح حول مجموعة من النساء في بيروت، وتحديداً حول شخصية "نهلا" التي تسعى لفهم معنى الحب والعلاقات الإنسانية في عالم متغير ومضطرب.
تتتبع الرواية حياة نهلا وسعاد وصديقاتهن الأخريات، وتصور صراعاتهن ومعاناتهن في ظل الأحداث السياسية والاجتماعية المضطربة التي تشهدها بيروت. تتناول الرواية مواضيع حساسة مثل الحب والخيانة والصداقة والمرأة في المجتمع، وتستكشف عمق العلاقات الإنسانية وتأثيرها على حياة الأفراد.
تدور أحداث الرواية في بيئة بيروتية حقيقية، حيث تصف الكاتبة تفاصيل الحياة اليومية للشخصيات، وتبرز تأثير الحرب الأهلية اللبنانية على نفوسهن وعلاقاتهن. تتناول الرواية أيضًا موضوعات مثل الهوية والذاكرة والجسد، وتناقش كيفية تأثير هذه العناصر على حياة المرأة العربية.

## الشخصيات الرئيسية:
- نهلا: هي الشخصية المحورية في الرواية، وهي امرأة مثقفة تبحث عن الحب الحقيقي والمعنى في الحياة. تعيش صراعات داخلية حول هويتها ودورها في المجتمع.
- سعاد: صديقة نهلا المقربة، وهي امرأة قوية وشجاعة تواجه تحديات الحياة بصلابة.
- هاني: حبيب نهلا السابق، وهو شخصية معقدة تحمل الكثير من الجروح العاطفية.

## طبيعة الرواية
تعتبر رواية "اسمه الغرام" عملاً أدبياً يغوص في أعماق النفس البشرية والمجتمع. فهي رواية نفسية اجتماعية تستكشف دوافع وأحلام ومخاوف الشخصيات، وتربطها بالواقع الاجتماعي والسياسي الذي يعيشونه. تعتمد الرواية على أحداث واقعية وتصور حياة الناس في بيروت بعد الحرب الأهلية، مما يمنحها طابعاً واقعياً قوياً. كما أنها رواية نسوية تسلط الضوء على صراعات وتحديات المرأة اللبنانية في مجتمع ذكوري. تتناول الرواية موضوعات الحب والخسارة، وتستكشف كيف يؤثران على حياة الإنسان وعلاقاته بالآخرين. كما تربط بين الذاكرة الشخصية والتاريخ الجماعي، وتستكشف كيف يؤثر الماضي على الحاضر. بالإضافة إلى ذلك، تتناول الرواية موضوع الهوية والانتماء وكيف يتأثر الإنسان بهذه المفاهيم في ظل التغيرات الاجتماعية والسياسية. تتميز الرواية بلغة سلسة تسهل على القارئ الانغماس في عالم الشخصيات والأحداث. كما تقدم شخصيات واقعية ومعقدة، لكل منها قصته الخاصة وأسراره. تسرد الرواية أحداثاً مشوقة ومتشابكة تحافظ على اهتمام القارئ حتى النهاية. وأهم ما يميزها هو عمقها النفسي الذي يغوص في أعماق النفس البشرية، ويكشف الدوافع الخفية وراء أفعال الشخصيات.